# Partido de la Independencia (Islandia)
El Partido de la Independencia (en islandés Sjálfstæðisflokkurinn) es un partido político de derechas de Islandia. Fue creado en 1929 mediante la fusión entre el Partido Conservador y el Partido Liberal. El fundamento del partido se sostiene en la pertenencia islandesa a la OTAN, pero a la firme oposición al ingreso en la Unión Europea, oposición reafirmada en el congreso nacional de 2009.
El Partido de la Independencia fue dominado durante mucho tiempo por el "Pulpo", un grupo de catorce familias que constituyen la élite económica y política del país.
El presidente del partido es Bjarni Benediktsson, elegido en el Congreso Nacional del partido celebrado el 23 de marzo de 2009 como sucesor de Geir H. Haarde, que fue primer ministro desde el 15 de junio de 2006 hasta el 1 de febrero de 2009, fecha en que dimitió a consecuencia de la grave crisis económica, anunciando que tampoco se presentaría a la reelección en el congreso del partido. La vicepresidenta es Þorgerður Katrín Gunnarsdóttir, que fue ministra de Educación, Ciencia y Cultura en el gobierno de Haarde.
El cambio efectuado en el Congreso de 2009 no impidió que, un mes después, en las elecciones al Parlamento de 2009 el Partido de la Independencia perdiera nueve escaños de los 25 que tenía, y con ellos el gobierno, que pasó a una coalición de la Alianza Socialdemócrata y el Movimiento de Izquierda-Verde.

## Líderes del partido
| Nombre              | Fotografía | Inicio                 | Fin                    | Otros cargos |
| ------------------- | ---------- | ---------------------- | ---------------------- | --- |
| Jón Þorláksson      |            | 29 de mayo de 1929     | 2 de octubre de 1934   | Alcalde de Reikiavik (1933-1935) Primer ministro de Islandia (1926-1927) Ministro de Finanzas (1924-1927) |
| Ólafur Thors        |            | 2 de octubre de 1934   | 22 de octubre de 1961  | Primer ministro de Islandia (1959-1963; 1953-1956; 1949-1950; 1944-1947; mayo-diciembre de 1942) Ministro de Pesca (1953-1956) Ministro de Pesca e Industrias (1950-1953) Ministro de Asuntos Exteriores (1944-1947; mayo-diciembre de 1942) Ministro de Asuntos Industriales (1939-1942) Diputado del Alþingi (1926-1964) |
| Bjarni Benediktsson |            | 22 de octubre de 1961  | 10 de julio de 1970    | Primer ministro de Islandia (1963-1970; septiembre-diciembre de 1961) Ministro de Justicia (1950-1956; 1947-1950) Ministro de Asuntos Exteriores (1947-1953) Alcalde de Reikiavik (1940-1947) |
| Jóhann Hafstein     |            | 10 de julio de 1970    | 12 de octubre de 1973  | Primer ministro de Islandia (1970-1971) Diputado del Alþingi (1946-1978) |
| Geir Hallgrímsson   |            | 12 de octubre de 1973  | 6 de noviembre de 1983 | Primer ministro de Islandia (1974-1978) Diputado del Alþingi (1970-1983) Alcalde de Reikiavik (1959-1972) |
| Þorsteinn Pálsson   |            | 6 de noviembre de 1983 | 10 de marzo de 1991    | Ministro de Pesca (1991-1999) Ministro de Justicia (1991-1999) Primer ministro de Islandia (1987-1988) Ministro de Finanzas (1985-1987) |
| Davíð Oddsson       |            | 10 de marzo de 1991    | 16 de octubre de 2005  | Ministro de Asuntos Exteriores (2004-2005) Primer ministro de Islandia (1991-2004) Alcalde de Reikiavik (1982-1991) |
| Geir Haarde         |            | 16 de octubre de 2005  | 29 de marzo de 2009    | Embajador de Islandia en Estados Unidos (2015-presente) Primer ministro de Islandia (2006-2009) Ministro de Asuntos Exteriores (2005-2006) Ministro de Finanzas (1998-2005) Presidente del Consejo Nórdico (enero-diciembre de 1995) Diputado del Alþingi (1987-2009)                                                      |
| Bjarni Benediktsson |            | 29 de marzo de 2009    | presente               | Ministro de Finanzas y Asuntos Económicos (2017-presente; 2013-2017) Primer ministro de Islandia (enero-noviembre de 2017) Diputado del Alþingi (2003-presente) |

## Resultados electorales

### Alþingi
| Año       | Votos       | %     | Escaños | +/-         | Gobierno                                 |
| --------- | ----------- | ----- | ------- | ----------- | ---------------------------------------- |
| 1930      | 11 671 (#1) | 48,3  | 2/3     |             |                                          |
| 1931      | 16 891 (#1) | 43,8  | 15/42   | 2a          | Oposición                                |
| 1933      | 17 131 (#1) | 48,0  | 20/42   | 5           | Coalición con PP                         |
| 1934      | 21 974 (#1) | 42,3  | 20/49   | Sin cambios | Oposición                                |
| 1937      | 24 132 (#1) | 41,3  | 17/49   | 3           | Oposición                                |
| Jul. 1942 | 22 975 (#1) | 39,5  | 17/49   | Sin cambios | Coalición con el PS                      |
| Oct. 1942 | 23 001 (#1) | 38,5  | 20/52   | 3           | Gobierno en minoría                      |
| 1946      | 26 428 (#1) | 39,5  | 20/52   | Sin cambios | Coalición con el PUP-PS y el PS          |
| 1949      | 28 546 (#1) | 39,5  | 19/52   | 1           | Gobierno en minoría                      |
| 1953      | 28 738 (#1) | 37,1  | 21/52   | 2           | Coalición con PP                         |
| 1956      | 35 027 (#1) | 42,4  | 19/52   | 2           | Oposición                                |
| Jun. 1959 | 36 029 (#1) | 42,5  | 20/52   | 1           | Oposición                                |
| Oct. 1959 | 33 800 (#1) | 39,7  | 24/60   | 4           | Coalición con el PS                      |
| 1963      | 37 021 (#1) | 41,4  | 24/60   | Sin cambios | Coalición con el PS                      |
| 1967      | 36 036 (#1) | 37,5  | 23/60   | 1           | Coalición con el PS                      |
| 1971      | 38 170 (#1) | 36,2  | 22/60   | 1           | Oposición                                |
| 1974      | 48 764 (#1) | 42,7  | 25/60   | 3           | Coalición con PP                         |
| 1978      | 39 982 (#1) | 32,7  | 20/60   | 5           | Oposición                                |
| 1979      | 43 838 (#1) | 35,4  | 21/60   | 1           | Coalición con la Alianza Popular y el PS |
| 1983      | 50 251 (#1) | 38,6  | 23/60   | 2           | Coalición con PP                         |
| 1987      | 41 490 (#1) | 27,2  | 18/63   | 5           | Coalición con PP y el PS                 |
| 1991      | 60 836 (#1) | 38,6  | 26/63   | 8           | Coalición con el PS                      |
| 1995      | 61 183 (#1) | 37,1  | 25/63   | 1           | Coalición con PP                         |
| 1999      | 67 513 (#1) | 40,7  | 26/63   | 1           | Coalición con PP                         |
| 2003      | 61 701 (#1) | 33,68 | 22/63   | 4           | Coalición con PP                         |
| 2007      | 66 754 (#1) | 36,64 | 25/63   | 3           | Coalición con la AS                      |
| 2009      | 44 371 (#2) | 23,70 | 16/63   | 9           | Oposición                                |
| 2013      | 50 454 (#1) | 26,70 | 19/63   | 3           | Coalición con PP                         |
| 2016      | 54 990 (#1) | 29,00 | 21/63   | 2           | Coalición con Reforma y FB               |
| 2017      | 49 543 (#1) | 25,2  | 16/63   | 5           | Coalición con MI-V y FB                  |
| 2021      | 48 708 (#1) | 24,4  | 16/63   | Sin cambios | Coalición con MI-V y el PP               |
| 2024      | 41 143 (#2) | 19,4  | 14/63   | 2           | Oposición                                |

a Respecto al resultado conjunto del Partido Conservador y el Partido Liberal en 1927.